# LG G Flex
LG G Flex（エルジー ジー フレックス）とは、韓国のLGエレクトロニクスによって開発された第3世代移動通信システムと第4世代移動通信システム対応の端末である。

## 概要
G FlexはG2の後続モデルとなる。2013年10月27日に発表され、11月に韓国で発売した。その後に欧州やアジアで発売された。米国内でのリリースにも向けて、2013年11月に連邦通信委員会による承認を通過した。2014年1月には、米国で開催されたコンシューマー・エレクトロニクス・ショーでも発表され、その後に米国内の大手キャリア数社を通じて販売された。

## 仕様
G Flexの外装はポリカーボネートというプラスチックで出来ており、本体裏面の材質はわずかなキズであれば自己修復するコーティングが施されている。電源キーとボリュームキーは背面のカメラ下に装備し、通知用LEDライトもここにある。また外見では、画面表側に対して内側に歪曲されている特徴がある。LGによれば、これは携帯電話で通話を行う際に、より自然なスタイルになる事を意図して設計した事を示した。耐久性の面では、テストで端末本体に40キログラムの圧力を100回にわたって与え続けても耐えることができたため、この歪曲形状でもある程度の耐圧性能を有する。

G Flexのハードウェアスペックは、Snapdragon 800 2.26GHz 4コアのチップセットと、2GBのメモリ、32GBのストレージ、LTEモジュールを搭載している。ディスプレイは6インチ 1280×720ピクセルのフレキシブル有機ELにゴリラガラスを装備。また歪曲仕様に最適化された専用バッテリーは、容量が3500mAhある。

### ソフトウェア
G Flexでは、画面上に2つのアプリケーションを表示、及び動作させるマルチタスクモードと呼ばれる機能を追加した。

カメラは顔追跡機能があり、アプリケーション側で顔が検出された時に優先的にフォーカスを合わせるようになっている。

Androidのバージョンは4.2.2 Jelly Beanを搭載しており、2014年3月にAndroid 4.4.2 KitKatへのアップデートが提供開始された。このバージョンでは、ノックコード（画面上の設定された場所を数回タップして、スリープから復帰する機能）というセキュリティ機能が追加された。